# Mielęcinek
Mielęcinek – wieś w Polsce położona w województwie zachodniopomorskim, w powiecie pyrzyckim, w gminie Lipiany. W pobliżu jeziora Dołgie.
W latach 1975–1998 miejscowość administracyjnie należała do województwa szczecińskiego.

## Części wsi
| SIMC    | Nazwa  | Rodzaj    |
| ------- | ------ | --------- |
| 0778283 | Dołżyn | część wsi |

## Historia powstania
W I połowie XIX wieku, obok Mielęcina powstał przysiółek Neu Mellentin (Nowy Mielęcin). W 1905 roku w Mielęcinku mieszkało 65 mieszkańców w 5 domach. Majątek wsi liczył wówczas 4207 morgów, w tym 2803 gruntów ornych i 641 morgów łąk. Do majątku należał przysiółek Jagerswald (Bierzwnik) na wschód od Derczewa koło jeziora Bierzwnik (obecnie zwanego Jeziorem Jasnym). 

## Zabytki
- park dworski, pozostałość po dworze[7].